# Marco Bianco
Marco Bianco (* 11. Dezember 1982 in Turin) ist ein ehemaliger italienischer Cyclocrossfahrer und Sportsoldat.
Marco Bianco wurde 2002 Dritter bei der italienischen Meisterschaft in der U23-Klasse. Im nächsten Jahr wurde er bei der nationalen Meisterschaft wieder Dritter. In der Eliteklasse wurde er 2005 und 2006 Vizemeister hinter Enrico Franzoi und 2007 belegte er den dritten Platz. 2006 war Bianco beim Gran Premio Città San Martina in Verbania erfolgreich. In der Cyclocross-Saison 2008/2009 gewann er den Ciclocross Del Ponte in Faè di Oderzo.

## Erfolge
2006/2007
- Gran Premio Città San Martina, Verbania

2008/2009
- Ciclocross Del Ponte, Faè di Oderzo

## Teams
- 2007 L’Arcobaleno-Carraro Team (MTB)